# Léon Trotski
Pour les articles homonymes, voir Bronstein.
« Trotski » redirige ici. Pour les autres significations, voir Trotski (homonymie).
Léon Trotski (ou Trotsky, voire Trotzky ou Trotzki ; en russe : Лев Троцкий), de son vrai nom Lev Davidovitch Bronstein (en russe : Лев Давидович Бронштейн), né le 26 octobre 1879 (7 novembre dans le calendrier grégorien) à Ianovka, une ville ukrainienne de l'Empire russe, et mort assassiné le 21 août 1940 à Mexico, est un idéologue, révolutionnaire bolchévique, théoricien politique communiste et homme politique russe puis soviétique.
Militant social-démocrate puis marxiste plusieurs fois déporté en Sibérie ou exilé de Russie, militant du Parti ouvrier social-démocrate de Russie (POSDR) à partir de 1903, d'abord menchevik, c'est comme tel qu'il est président du soviet de Petrograd lors de la révolution russe de 1905 -, il devient bolchevik, à partir de l'été 1917, après son retour en Russie, et il est un des principaux acteurs, avec Vladimir Lénine, de la révolution d'Octobre qui permet aux bolcheviks d'arriver au pouvoir.
Membre du gouvernement bolchevik, il n'est pas favorable à une paix immédiate avec les puissances de la quadruplice, mais en mars 1918 il accepte le point de vue de Lénine et la paix de Brest-Litovsk qui est une capitulation de fait. Durant la guerre civile russe qui s'ensuit, il organise et dirige l'Armée rouge et se montre partisan de mesures de Terreur : son action contribue à la victoire des bolcheviks et à la survie du régime soviétique. Il est dès lors, et durant plusieurs années, l'un des plus importants dirigeants de l'Internationale communiste (Troisième Internationale) et de l'URSS naissante.
Après la mort de Lénine en janvier 1924, il s'oppose rapidement à Joseph Staline et à ce qu'il désigne comme la bureaucratisation du parti et du régime et en prenant la tête de l'Opposition de gauche ; Staline le fait finalement chasser du gouvernement dans le cours de 1924 puis en 1927 du Parti communiste, avant de l'exiler en Asie centrale en 1928 puis de le bannir de l'URSS en 1929. Trotski entreprend alors d'organiser ses partisans, qui se réunissent finalement en 1938 au sein de la Quatrième Internationale. En 1940, installé au Mexique, il est assassiné sur ordre de Staline par un agent du NKVD.
À la fois orateur, théoricien, historien, mémorialiste et homme d'action, Trotski demeure l'inspirateur dont se réclament toujours les divers groupes trotskistes à travers le monde.

## Biographie

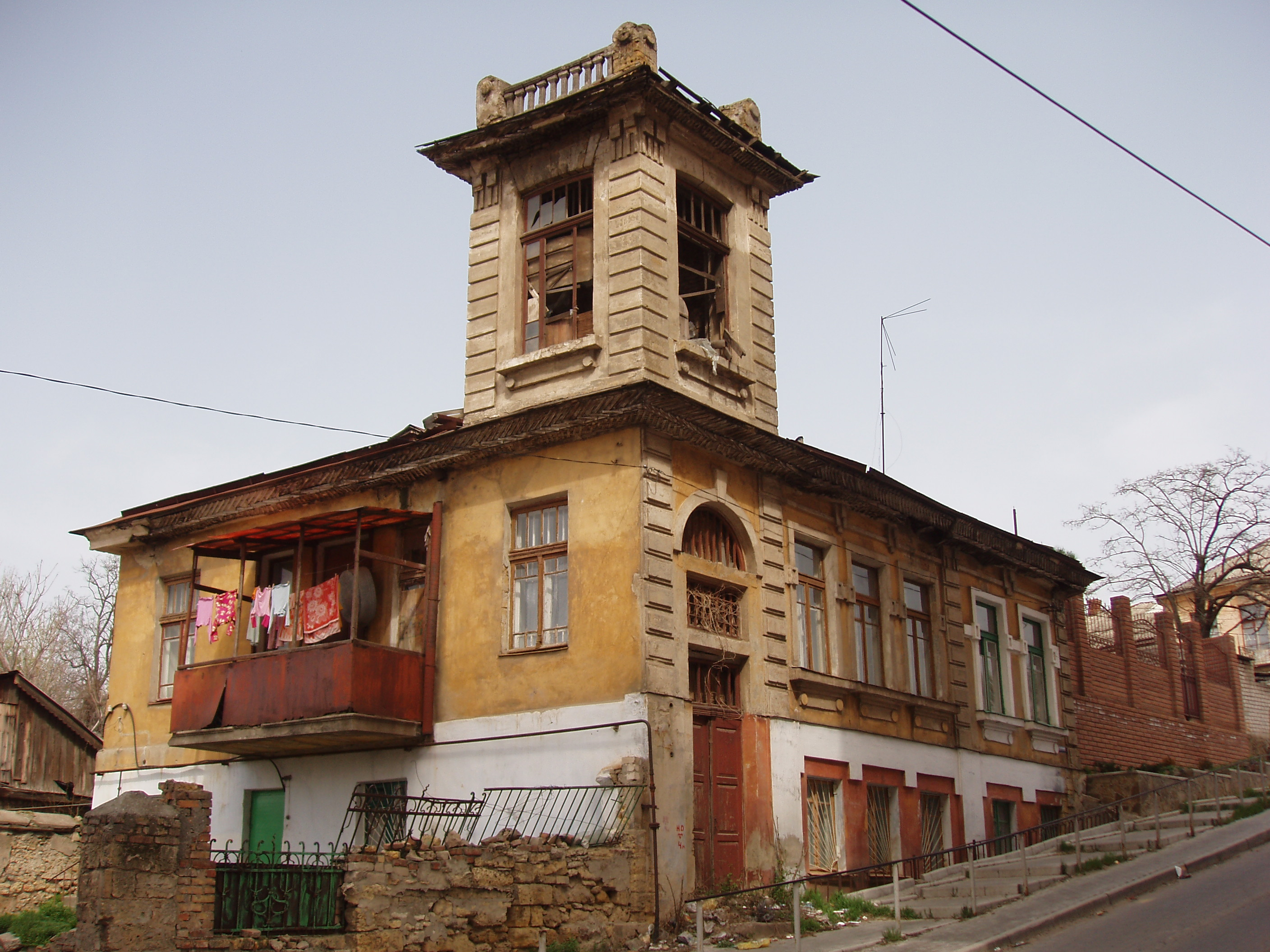
La maison des parents de Trotski à Kherson.

### Famille et enfance

#### Famille
Trotski est issu d'une famille juive des environs de Kherson, dans le sud de l'Ukraine. Il est le cinquième enfant de David Leontievitch Bronstein (russe : Давид Леонтьевич Бронштейн) (1843-1922) et d’Anne ou Annette Lvovna Bronstein née Jivotovskaïa (russe : Анна ou Анетта Львовна Бронштейн née Животовская). Ce sont des propriétaires terriens d’un khoutor près du village de Ianovka (russe : Яновка) du district (ouïezd) d’Élisavetgrad du gouvernement de Kherson, dans le sud de l’Empire russe, actuellement village de Bereslavka, raïon de Bobrinets, oblast de Kirovograd en Ukraine. Les parents de Trotski sont originaires du gouvernement de Poltava. Son père a bénéficié des réformes de Catherine II et de ses successeurs qui ont donné aux Juifs de Russie des terres à cultiver et qui leur ont permis d'employer des chrétiens. Il a ainsi acquis une assez grande étendue de terres et a un personnel nombreux : garçons de ferme et domestiques. David Leontievitch est un homme doué pour l'exploitation des champs bien qu'illettré. C'est une raison de plus pour que son fils fasse des études qui lui permettront de faire la comptabilité de ses affaires, domaine dans lequel il va exceller.

#### Enfance

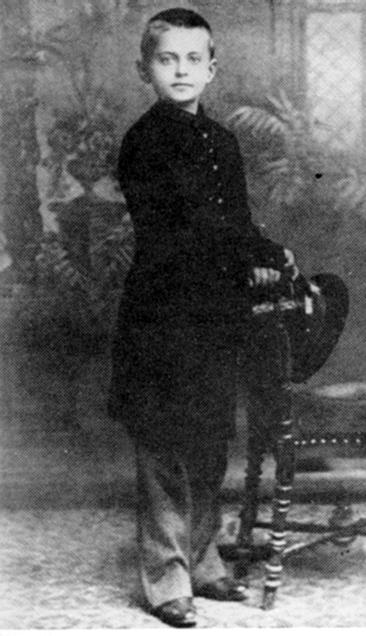
Lev Bronstein à l'âge de 8 ans, en 1888.

Trotski, prénommé Léïba (russe : Лейба, hébreu : לב), variante de Léon, parle dans l’enfance l’ukrainien et le russe. Il est envoyé à l’école Saint-Paul d'Odessa, tenue par des protestants allemands, et il s'y distingue par ses brillants résultats. Pendant ses études à Odessa (1889-1895), Trotski loge chez son cousin maternel Moïse Filippovitch Spenzer, propriétaire de l’imprimerie scientifique « Matézis » (russe : Матезис) et la femme de celui-ci, Fanni Solomonovna, qui sont par ailleurs les parents de la poétesse Véra Inber.
En 1895, Trotski commence à évoluer dans un cercle de propagande révolutionnaire populiste de Nikolaïev. Il ne tarde pas à abandonner ses études et renoncer à devenir mathématicien.

### L'engagement politique

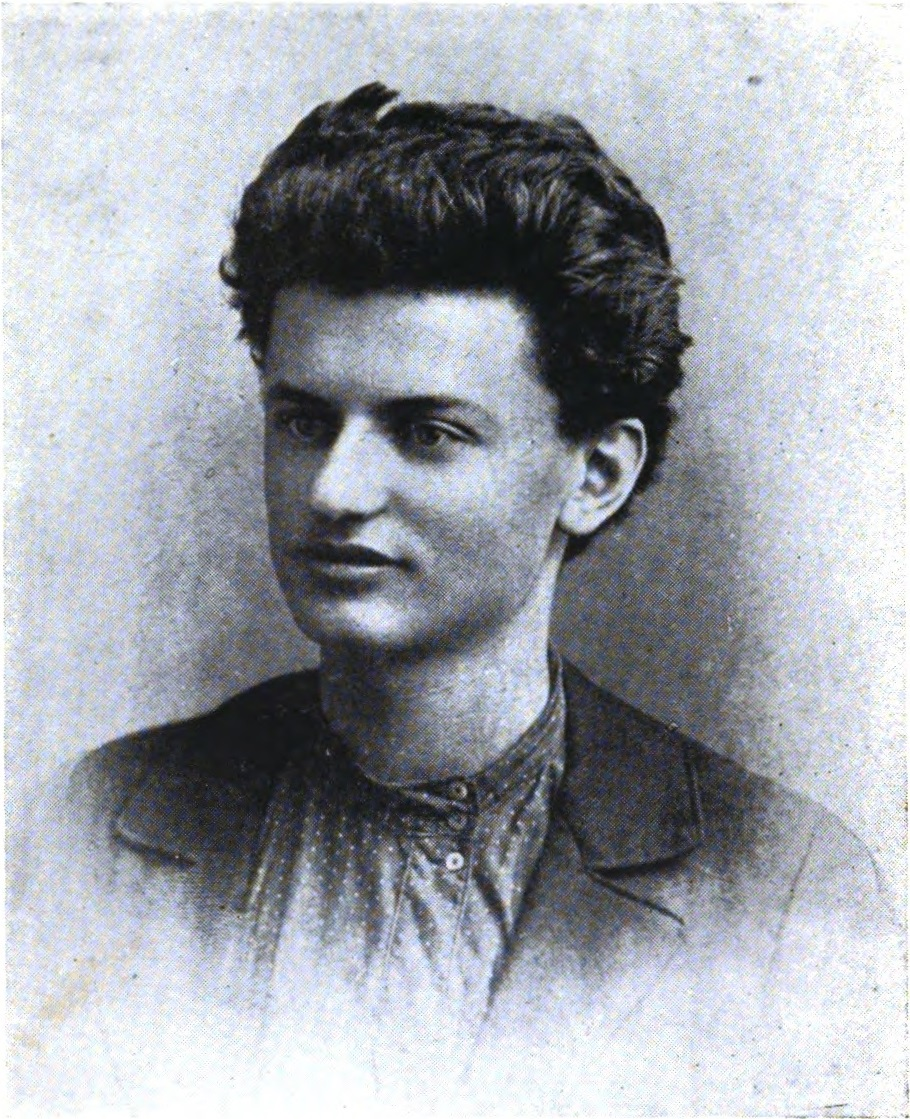
Trotski en 1897.

Un temps tenté par les idées populistes, qui voient dans la paysannerie russe et ses fréquentes jacqueries le ferment d'une révolution future, il adhère finalement aux positions politiques sociales-démocrates en 1896. Sous le pseudonyme de Lvov, le jeune Bronstein participe à la création d'une organisation révolutionnaire, en particulier par la rédaction d'articles reproduits au moyen d'un hectographe et distribués à la sortie des usines.
En 1897, Bronstein prend part à la création d'un « syndicat ouvrier du sud de la Russie » dont il a connaissance par une de ses dirigeantes, Alexandra Lvovna Sokolovskaïa. Elle lui fait connaître la théorie marxiste à travers les écrits d'Antonio Labriola. En 1898, la police russe procède à l'arrestation de tous les membres de ce syndicat. Trotski est transféré de prison en prison, d'abord à Nikolaïev puis à Kherson, et à Odessa où il commence à étudier les nombreux textes religieux mais aussi sur la franc-maçonnerie à sa disposition dans la bibliothèque de la prison.
Trotski se marie avec Alexandra Sokolovskaïa en 1900 dans la prison de Moscou, pour éviter d'en être séparé. Ils sont déportés en Sibérie à Oust-Kout. Ils y ont deux filles. Pendant cette déportation, Trotski établit le contact avec des agents de l'« Étincelle (Iskra) ». Sur recommandation de Gleb Krjijanovski (ru), qui lui donne son pseudonyme de « Plume » (russe : Перо), il intègre leur groupe. Ne supportant plus la déportation, il réussit à s'évader en 1902, en laissant sa femme et ses filles derrière lui. Le passeport falsifié qu'il porte est au nom de « Trotski », d'après le nom d'un gardien de la prison d'Odessa, nom qui lui permet de dissimuler ses origines juives et qu'il gardera comme pseudonyme, le port d'un pseudonyme étant habituel chez les révolutionnaires russes.

### Premier exil

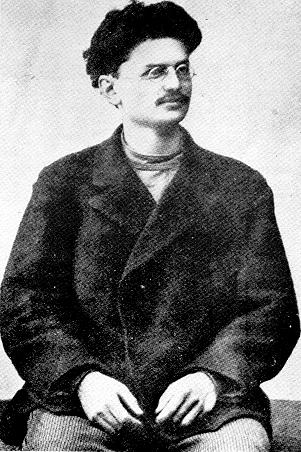
Trotski en Sibérie, en 1900.

Après son évasion en 1902 de Sibérie, Lev Bronstein qui voyage sous la fausse identité de Léon Trotski, va à Vienne se mettre sous la protection de Victor Adler. Celui-ci lui fait bon accueil, le convie à dîner chez Sigmund Freud qui habite un appartement à la même adresse sur la Bergstrasse, et l'envoie avec suffisamment d'argent pour vivre un an se réfugier à Londres chez Monsieur et Madame Richter, nom sous lequel Lénine et sa femme vivaient clandestinement à Londres.
Lénine avait dix ans de plus que lui. Il avait fait parler de lui en 1900 et publié l'année précédente le traité politique Que faire ?. Il le fait entrer par cooptation dans le comité de rédaction du journal Iskra (L'Étincelle) ; en introduisant Trotski comme septième membre, il compte aplanir le conflit qui y règne entre les « anciens » (Plékhanov, Akselrod, Zassoulitch) et les « jeunes » (Lénine, Martov et Potressov).
L'été 1903, au deuxième congrès du POSDR à Londres qui voit la scission entre bolcheviks et mencheviks, Trotski soutient d'abord ardemment Lénine. Cependant, la proposition par Lénine d'un nouveau comité de rédaction (Plékhanov, Lénine, Martov ; seraient exclus Akselrod et Zasoulitch) pousse Trotski à se rallier aux mencheviks.
En 1903, il rencontre à Paris Natalia Sedova (russe : Наталья Седова), qui est une étudiante issue d'une famille très aisée. Il vit avec elle mais ne peut pas l'épouser car il n'a pas divorcé d'Aleksandra Sokolovskaïa.
À Munich, il rencontre en 1904 Alexandre Parvus, un militant marxiste lui aussi juif originaire d'Ukraine, où il a milité pour le Bund. Parvus, qui est trafiquant d'armes dans les Balkans et possède les nationalités allemande, autrichienne et turque, va parachever sa formation politique en lui faisant part de sa théorie : la théorie de la guerre révolutionnaire. Elle stipule que les conflits armés entre les nations pouvaient être exploités par les mouvements révolutionnaires pour renverser les gouvernements en place et instaurer un État socialiste. Selon lui, la guerre créait des conditions favorables à l'émergence de mouvements révolutionnaires en raison de l'affaiblissement de l'État et de l'exacerbation des tensions sociales et politiques.
En septembre 1904, quand les positions des deux groupes du POSDR divergent fortement, Trotski rompt avec les mencheviks et se rapproche de Parvus, séduit par son ambition de réunifier le parti et par son autre théorie, celle de la « révolution permanente » : analysant la situation dans les pays « arriérés » comme la Russie, il pronostique aussi l'impossibilité d'une révolution « bourgeoise » apportant un régime démocratique liquidant le féodalisme. Pour lui, la faiblesse de la bourgeoisie russe ne lui permettra pas d'effectuer ces tâches et d'instaurer le capitalisme, et c'est la classe ouvrière qui devra prendre en main la destinée du pays pour passer directement du féodalisme au socialisme, sans passer par le capitalisme. Dans le même temps, Trotski garde ses distances vis-à-vis de Lénine, lui reprochant ses méthodes autoritaires et son attitude, qu'il qualifie de « jacobine ».
Il conserve cette position intermédiaire mais isolée au sein du parti durant treize années, cherchant à fusionner les deux courants du POSDR. Ce n'est qu'après la révolution de Février 1917 qu'il adhère, en août, au parti bolchevik et affirme que sa position conciliatrice d'alors était erronée.
En janvier 1905, Trotski rentre illégalement en Russie avec Alexandre Parvus.

### Président du soviet de Saint-Pétersbourg en 1905
En 1905, lors de la première révolution russe, il devient, à l'âge de 26 ans, vice-président puis président du soviet de Saint-Pétersbourg, soviet composé en majorité de mencheviks. Au cours de la répression de la révolution de 1905, en 1907, il est arrêté avec Alexandre Parvus et condamné avec quinze autres personnes à la déportation à perpétuité en Sibérie et déchu de ses droits civiques. Cependant, Trotski parvient à s'évader durant le voyage vers Obdorsk (actuellement Salékhard); il entame alors son deuxième exil.

### Début d'un deuxième exil
Fondateur du journal Pravda en 1912 à Vienne, où il fait par ailleurs connaissance avec Adolf Joffé, il se pose en défenseur de l'unité de l'ensemble des sociaux-démocrates, toutes tendances confondues, y compris les plus radicales. Cela lui vaut de vives tensions avec Lénine toujours très tranchant dans ses jugements sur ceux qui ne sont pas d'accord avec lui. Il organise, en août de la même année, une conférence pour l'unification du POSDR, en réponse à la conférence de Prague (ru) ; mais les bolcheviks refusent d'y participer. Trotski quitte le « bloc d'août » peu de temps après.

### Première Guerre mondiale

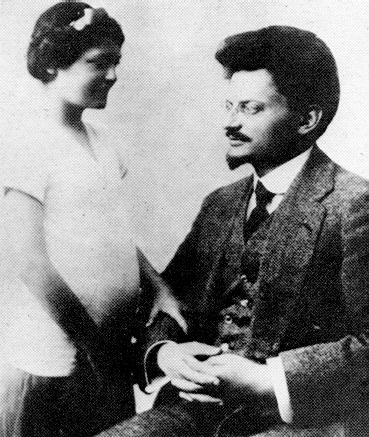
Trotski et sa fille Nina, en 1915.

Au début de la Première Guerre mondiale, alors que la grande majorité des partis sociaux-démocrates de l'Internationale ouvrière (Deuxième Internationale) succombent au nationalisme et soutiennent leurs gouvernements respectifs dans la guerre (vote des crédits de guerre, et parfois participation gouvernementale), Trotski fait partie des socialistes qui continuent à dénoncer le caractère impérialiste de la guerre, avec entre autres Lénine, le parti bolchevik et les mencheviks internationalistes, la tendance de Karl Liebknecht et Rosa Luxemburg dans le SPD en Allemagne (Ligue spartakiste), Pierre Monatte et Alfred Rosmer issus de la CGT ainsi que des minoritaires de la SFIO en France, le Parti socialiste de Serbie, le Sociaal-Democratische Partij des Pays-Bas, et la minorité du Parti social-démocrate d'Autriche autour de Max Adler.
Exilé en France, il travaille un temps pour le quotidien Nache Slovo (« Notre Parole »), dont il est un collaborateur à Paris, tout en étant en relation avec l'organisation interraïons (ou interdisctricts) de Saint-Pétersbourg. En mars 1915, il publie l'article « Le septième régiment d'infanterie dans l'épopée belge » dans lequel il prend parti pour la Belgique victime de l'agression allemande d'août 1914 à travers les vicissitudes d'un étudiant en droit engagé volontaire qu'il décrit à travers les malheurs de la population envahie et les duretés des combats,[source insuffisante].
Le 5 septembre 1915, à l'initiative du socialiste suisse Grimm, se tient à Zimmerwald une conférence socialiste internationale contre la guerre, à laquelle participe Trotski et dont il est chargé de rédiger le manifeste terminal. Avec celle de Kienthal qui se tient en 1916, Trotski contribue au rassemblement de ceux qu'on appelle alors les internationalistes ou Zimmerwaldiens et qui formeront pour la plupart en 1919 la Troisième Internationale, dite aussi Internationale communiste. Cependant, le leader socialiste belge Émile Vandervelde, président du P.O.B. (parti ouvrier belge), déclare son hostilité à toute entente tant que des soldats allemands camperont dans des maisons d'ouvriers belges. Lénine reproche à Trotski sa position intermédiaire aux côtés des groupes d'opposants à la guerre alors que lui-même prône la transformation de la guerre étrangère en guerre contre son propre gouvernement.
Alors qu'il demeure no 27 rue Oudry à Paris, il est arrêté en septembre 1916, puis expulsé de France et conduit à Irun, en Espagne. Là, il est arrêté par la police espagnole et embarqué de force avec sa famille pour les États-Unis. Installé à New York à partir de janvier 1917, il contribue au journal Novy Mir (« Nouveau Monde »).

### Révolution russe de 1917

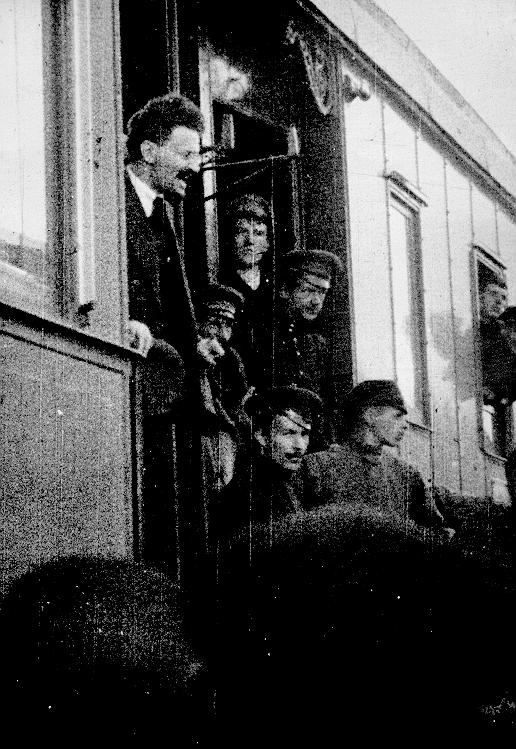
Léon Trotski arrivant en train à Petrograd en mai 1917.

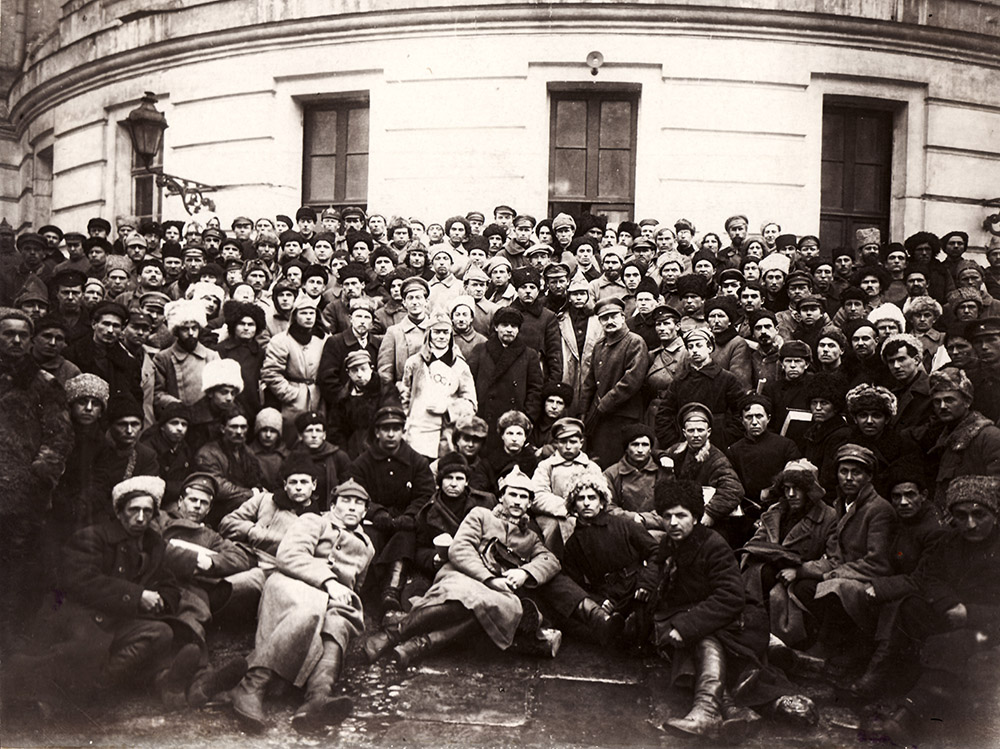
Trotski avec Lénine et des soldats à Petrograd en 1921.

Après la révolution de Février 1917, premier épisode de la révolution russe, Trotski décide de retourner en Russie en mai 1917. D'après Jennings C. Wise, ce serait grâce à l'aide du président américain Woodrow Wilson, qu'il obtient un passeport américain avec un visa pour la Russie.
Le 3 avril 1917, jour où Lénine a débarqué en Russie, il est à bord d'un bateau suédois parti de New-York pour Stockholm, et Saint-Pétersbourg qui fait escale au Canada dans le port d'Halifax où la police fouille ses bagages et trouve 10 000 dollars (l'équivalent actuel de 500 000 dollars) qui lui ont été donnés par le banquier Jacob Schiff, par ailleurs financier des Japonais dans leur guerre contre la Russie, dont il refuse de donner la provenance. Soupçonné d'être un révolutionnaire qui veut renverser un gouvernement allié au gouvernement anglais dans la guerre contre l'Allemagne, il est alors arrêté et interné quelque temps au Canada dans un centre de rétention.
Relâché puis finalement arrivé en Russie, il manifeste son accord avec la ligne des « thèses d'avril » de Lénine, qu'il pouvait considérer comme un signal de ralliement à ses propres idées de « révolution permanente » pour instaurer une république universelle et un gouvernement mondial. Il a alors abandonné l'espoir de parvenir à une union générale de tous les courants, mais continue cependant à travailler sur la fusion de l'organisation Interraïons et des bolcheviks. Il va rejoindre ces derniers avec ses amis : ses conflits passés avec Lénine vont continuer à le desservir face à d'autres bolcheviks, par exemple Staline.
Après les journées insurrectionnelles des 3 et 4 juillet 1917, il est arrêté et brièvement emprisonné par le gouvernement provisoire. Lors du congrès du parti en août, malgré sa détention, il est élu au Comité central, organe suprême du parti. Libéré à la suite du putsch avorté du général Kornilov, il devient président du soviet de Petrograd en septembre. Lors de la réunion du Comité central du parti bolchevik le 10 octobre 1917 il est l'un des dix qui votent pour l'insurrection préconisée par Lénine alors qu'il n'y a que deux opposants Zinoviev et Kamenev. Puis il devient le chef du Comité militaire révolutionnaire en octobre, devenant l'un des principaux dirigeants bolcheviks de la révolution d'Octobre, qui à Petrograd se fait sans victime. Il est l'un des membres du nouveau gouvernement qui est entièrement composé de communistes. Il est « commissaire du peuple » (ce qui veut dire « ministre ») et va organiser l'Armée rouge, fondée le 23 février 1918, en instaurant la conscription qui va progressivement porter les effectifs communistes à cinq millions d'hommes, au-dessus des effectifs des Blancs. Il considère comme légitime qu'une partie des officiers soient d'anciens officiers de l'armée tsariste : on les appelle des « 
spécialistes militaires ». Ceci entraîne des oppositions de la gauche du parti.
Pendant l'hiver de 1917-1918, en tant que commissaire du peuple aux Affaires étrangères, Trotski est à la tête de la délégation communiste qui négocie la paix avec l'Allemagne et l'Autriche. Alors que Lénine veut une paix, même très mauvaise, rapidement et que Boukharine et les communistes de gauche veulent une guerre révolutionnaire, Trotski préconise une ligne qui est « ni la guerre ni la paix ». Mais après un long conflit avec Lénine il se rallie à son point de vue, ce qui conduit au Traité de Brest-Litovsk, très désavantageux pour la Russie soviétique. Il ne se rend toutefois pas sur place pour le signer. Au même moment les Américains commencent à soutenir militairement les Français et les Anglais, mais les Allemands et les Autrichiens n'ont plus d'hostilité à l'est.

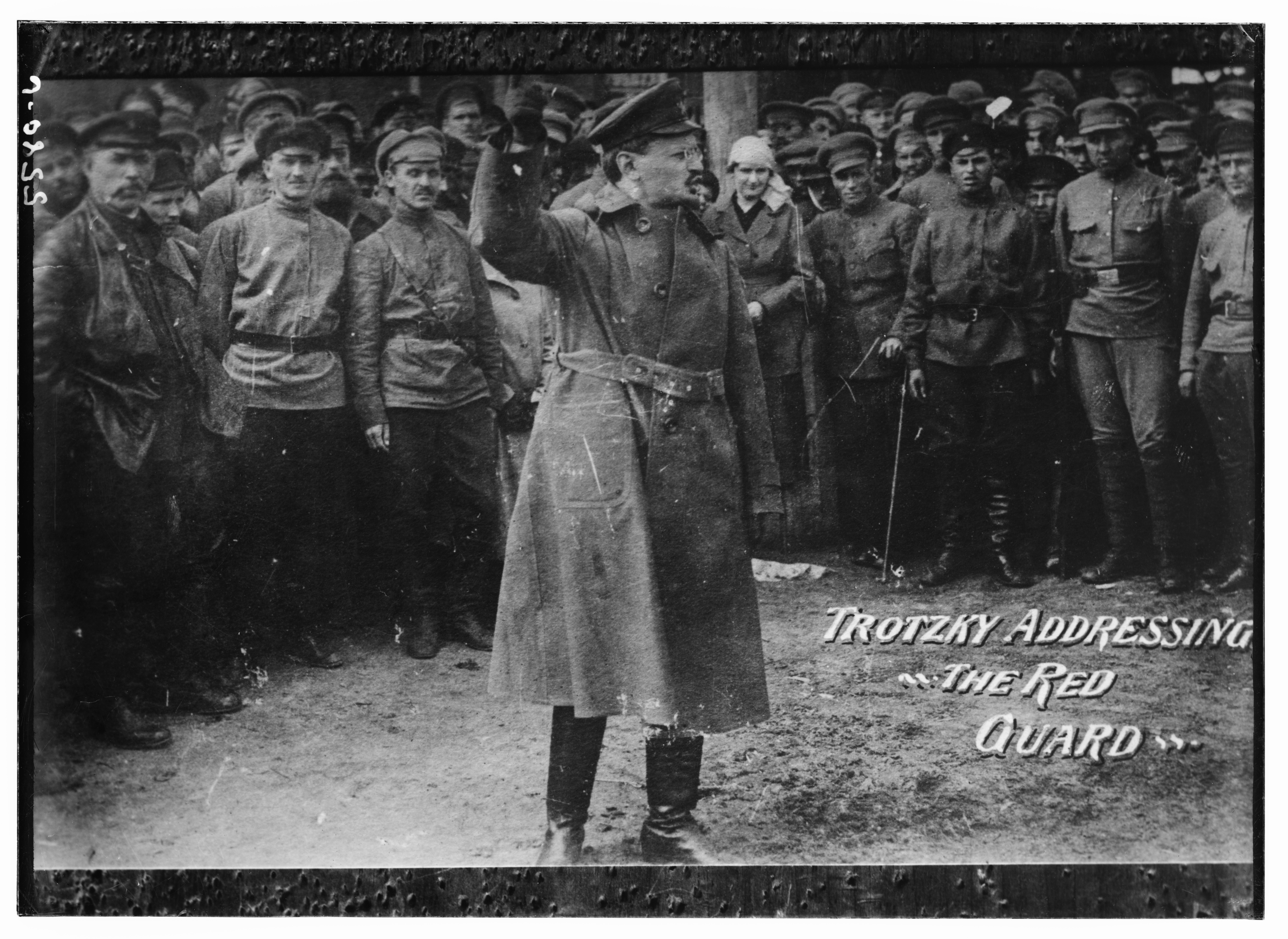
Trotsky s'adressant à l'armée rouge.

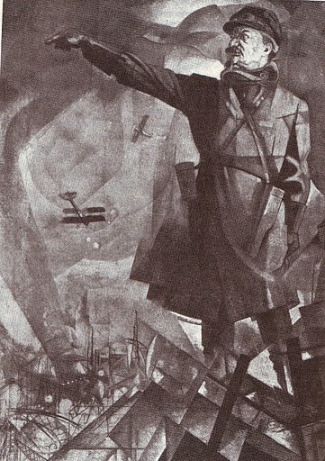
Trotski en commandant de l'armée rouge par Annenkov, 1921.

Persuadé de la chute imminente des régimes capitalistes, il annonce aux employés du ministère son intention de rendre publics les traités secrets passés par le régime tsariste.
La nuit du 11 au 12 avril 1918, en période de Guerre civile russe, une action dirigée contre les anarchistes russes (qualifiés d'« anarcho-bandits ») par le pouvoir bolchevique dont Trotski s'occupe personnellement lui fera dire : « Enfin, le pouvoir soviétique débarrasse, avec un balai de fer, la Russie de l'anarchisme ! ».
Au printemps 1918 il joue un rôle décisif dans les opérations militaires contre les opposants armés au bolchevisme et notamment il reprend au début juillet la ville de Kazan sur la Volga. Sa popularité parmi les communistes est très grande.
Il est commissaire à la guerre de 1918 à 1925, durant la guerre civile. Il impulse les opérations militaires et intervient sur tous les fronts à bord de son train blindé. Il est aussi membre du Politburo du Parti, qui comprend un très petit nombre de membres, de 1919 à 1927.
Le 4 juin 1919, l'ordre no 1824 du Conseil révolutionnaire militaire de la République, signé de la main de Trotski (ainsi que de Vatzétis, Aratoff et Kochkareff), déclenche ouvertement les hostilités à l'égard des insurgés makhnovistes. Leurs congrès y sont interdits et leurs participants menacés d'arrestation pour faits de haute trahison. Cet ordre fait suite à un télégramme de Dybenko qualifiant le IIIe congrès de la région libre de Goulaï Polié de « contre-révolutionnaire » et s'inscrit dans une vaste campagne de propagande bolchevique consistant à discréditer les combattants de la Makhnovtchina. Trotski lui-même, dans le numéro 51 de son journal En route, écrit un violent article contre la Makhnovtchina, dans lequel il accuse le mouvement de n'être qu'une révolte camouflée de riches fermiers (koulaks). Ces attaques sont le prélude d'une lourde offensive de l'armée rouge contre les insurgés ukrainiens. Les troupes de Trotski finiront par anéantir les makhnovistes, affaiblis par les assauts répétés des Armées blanches de Wrangel, dans le courant de l'année 1921, et fusilleront un grand nombre de paysans de la région pour avoir soutenu l'insurrection.
En 1920 (notamment lors du IXe congrès du parti), afin de pallier la situation économique catastrophique de la Russie soviétique, Trotski propose la militarisation provisoire du travail : selon lui, cette mesure était rendue nécessaire par le contexte de la guerre civile et de la révolution mondiale. Il posait déjà cette alternative en 1917 : « Ou bien la Révolution russe soulèvera le tourbillon de la lutte en Occident, ou bien les capitalistes de tous les pays étoufferont notre révolution ». Dans cette vision, toute grève est considérée comme une désertion, et toute revendication est considérée comme une insubordination. Lénine s'oppose à la transformation de l'économie en système militaire, même s'il approuve la discipline et la hiérarchie. Les armées du travail que voulait Trotski ne seront pas développées.
En mars 1921, il ordonne l'assaut de la citadelle insurgée de Kronstadt, lors du Xe Congrès du Parti et avec l'accord de tous les dirigeants du parti.

### Violence politique et théorisation de l'usage de la Terreur

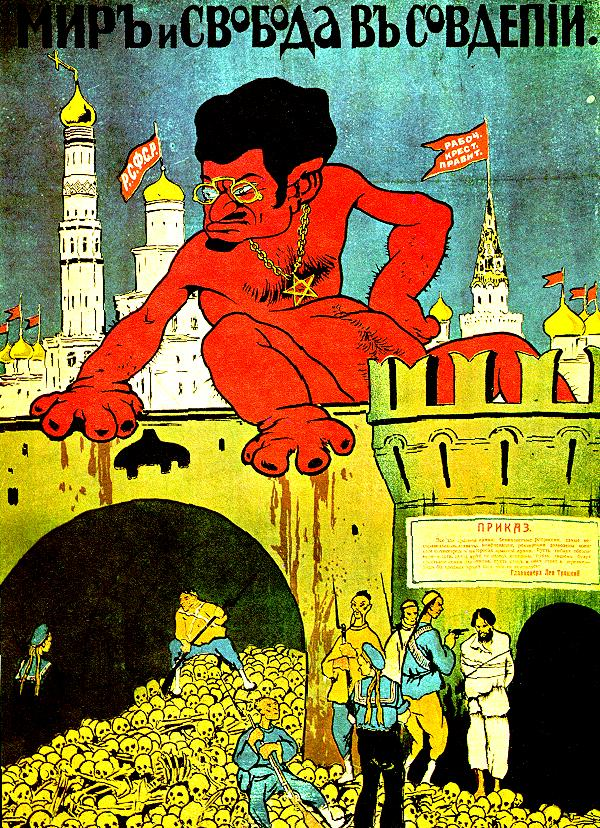
Affiche de propagande antibolchevique des Armées blanches : Trotski en diable rouge.

L'usage de la Terreur comme système de gouvernement, après la Révolution russe, est légitimé par Trotski, la violence étant nécessaire pour « terrifier l'adversaire ». Il ne se distingue pas sur ce point des autres dirigeants. Mais Trotski est un des bolcheviks allant le plus loin dans la théorisation et la justification de la violence politique et de la Terreur. Il expose notamment ses vues dans son livre Terrorisme et communisme.
Durant la guerre civile russe, Trotski était parmi les dirigeants bolcheviques les plus prompts à utiliser la violence politique et la terreur, comme à les justifier au nom de la lutte pour la victoire de la révolution. Son contemporain Boris Souvarine estimait ainsi, plus tard, que « Trotski était persuadé que toute difficulté, toute résistance pouvaient être surmontées par ce seul mot : « fusiller ! » ».
Trotski est, avec Lénine, à l'origine d'un appareil de répression inédit en Russie tsariste, le camp de concentration. Le 8 août 1918, afin de protéger les paysans pauvres formés en comités depuis juin 1918, il ordonne la création des deux premiers camps en Russie, à Mourom et à Arzamas, destinés aux « agitateurs louches, officiers contre-révolutionnaires, saboteurs, parasites, spéculateurs ». Il n'est toutefois pas le seul dirigeant bolchevique à avoir cette conception de la violence politique, Lénine enjoignant dès le lendemain d'« enferme[r] les koulaks, les popes, les gardes blancs et autres éléments douteux dans un camp de concentration ». Il fait ainsi partie des dirigeants communistes qui ont engendré ce qui allait devenir le Goulag, qui sera utilisé dans des proportions bien plus massives par Staline durant son règne, bien qu'il ne l'ait pas créé.
Michael Heller et Aleksandr Nekrich, auteurs de L'utopie au pouvoir. Histoire de l'URSS de 1917 à nos jours considèrent ainsi que les divergences entre Trotski, Staline et Lénine sont sur le fond infimes ; les querelles de personnes les ayant opposés ne pouvant cacher la profonde unité de leurs conceptions politiques, et partant, de l'histoire soviétique sous ces différents dirigeants.

### Déclin de Lénine et luttes pour le pouvoir

#### Jugement de Lénine dans son «Testament»
Dans ses derniers textes écrits, appelés son Testament, en décembre 1922 et janvier 1923, Lénine juge que l'opposition de caractère entre Trotski et Staline est une menace pour le parti et le régime. Il estime : « Le camarade Staline en devenant secrétaire général (du Comité central du parti) a concentré un pouvoir immense entre ses mains et je ne suis pas sûr qu’il sache toujours en user avec suffisamment de prudence. D’autre part, le camarade Trotski, ainsi que l’a démontré sa lutte contre le Comité central dans la question du commissariat des Voies et Communications, se distingue non seulement par ses capacités exceptionnelles — personnellement il est incontestablement l’homme le plus capable du Comité central actuel — mais aussi par une trop grande confiance en soi et par une disposition à être trop enclin à ne considérer que le côté purement administratif des choses ». Si Lénine juge que Staline est trop « grossier », il n'organise pas une alliance avec Trotski pour le contrer, même si certaines interprétations, comme celle de Moshe Lewin, vont dans ce sens. Mais Dominique Colas va dans le sens contraire. En tout cas, Trotski ne s'engage pas dans une lutte ouverte contre Staline, ce qui peut paraître comme un manque de lucidité politique.

#### Maladresses dans les rivalités de fin de règne
Alors que Lénine commence à être frappé d'incapacité par la maladie, Staline cherche à prendre le pouvoir en se positionnant comme un homme du centre, un modéré[réf. souhaitée]. À sa gauche, trois hommes : Trotski, qui contrôle l'armée, Zinoviev, qui dirige le Parti de Léningrad, et Kamenev, qui gère le Parti de Moscou. À sa droite, Boukharine, celui qui fait figure de principal théoricien. Staline va semer la division entre eux et les détruire tour à tour. Dans cette configuration, Trotski va commettre de nombreuses maladresses qui accroissent le nombre de ses adversaires.
Déjà en 1920, « Bertrand Russell avait noté le contraste entre la vanité de Trotski et la retenue de Lénine ». Trotski méprisait ouvertement ses collègues, qui le lui rendaient bien, et détestait les intrigues politiques et les corvées avilissantes qu'elles impliquaient. Bien que leader de l'armée, il ne tenta jamais de se servir d'elle et fut loyal au Parti sans chercher à se ménager un clan en son sein[réf. nécessaire]. Trotski — qui dira par la suite qu'il n'en avait pas été informé — n'assiste pas aux funérailles officielles de Lénine[réf. nécessaire], erreur capitale car Staline en fit une restauration d'un rituel dans la vie russe, dont l'absence était ressentie depuis la destruction du trône et de l'autel[source insuffisante].
Trotski professe un antimaçonnisme politique dirigé particulièrement contre celle française. En décembre 1922, dans un long discours au IVe congrès du Komintern, il dénonce l'idéologie de la franc-maçonnerie française, coupable de réunir les ennemis de classe et de vouloir substituer la tolérance à la lutte armée,[source insuffisante].

#### Affrontements à propos de la lutte contre la bureaucratie

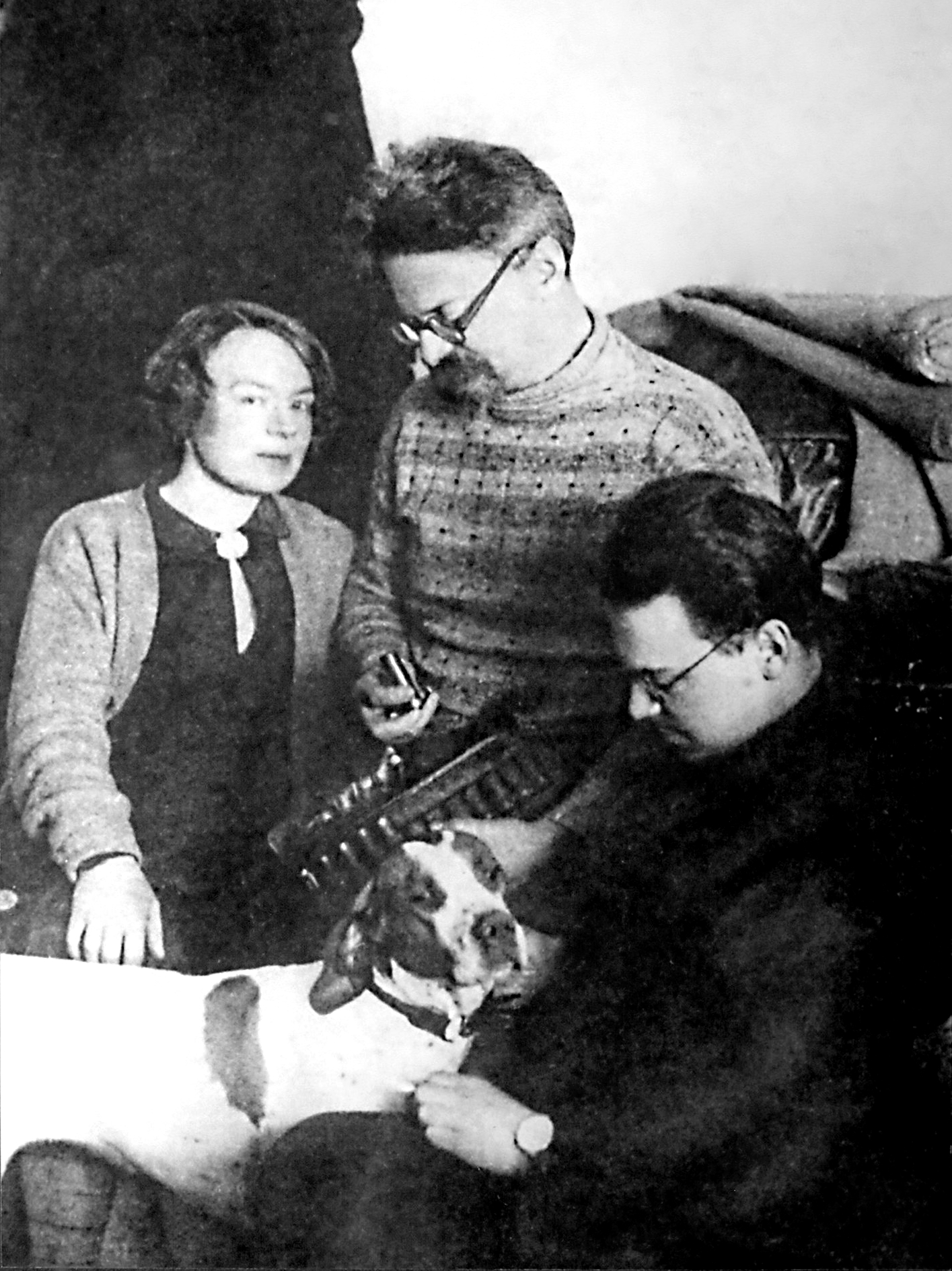
Trotski lors de son assignation à résidence à Alma-Ata, en 1928. Il y chasse.

En 1923, Lénine et Trotski, constatant la bureaucratisation du régime issu de la révolution, entrent en conflit avec la troïka Zinoviev-Kamenev-Staline. Dans son livre Cours nouveau, il analyse l'évolution du parti bolchevik et propose des mesures pour limiter la tendance à la bureaucratisation qui se fait jour, en assurant une plus grande démocratie au sein du parti. Selon Trotski, la bureaucratisation du régime est due à la situation particulière de la Russie : la révolution y a vaincu, mais dans un pays arriéré, isolé après l'échec des révolutions, épuisé par la guerre, manquant de tout, une couche bureaucratique s'est constituée sur la base de la ruine du pays.
La mort de Lénine en 1924 — qui laisse Trotski « orphelin » selon ses propres termes — permet à la bureaucratie de s'imposer malgré la formation de l'opposition de gauche, dans laquelle Trotski s'allie avec des militants bolcheviks comme Timofeï Sapronov, l'économiste Evgueni Preobrajenski, Nikolaï Ossinski, Victor Serge, Christian Rakovski, etc.

#### Mise en accusation du courant trotskiste
Le terme « trotskiste » est lancé de manière injurieuse par Grigori Zinoviev et repris par Staline qui pointe la différence entre la « révolution permanente » soutenue par Trotski et son idée propre de « révolution d'un seul pays ». Durant l'été 1923, alors que Lénine est dans le coma, Staline lance son offensive et fait arrêter par la Guépéou un certain nombre de membres du Parti pour « indiscipline ».
En mai 1924, Staline attaque Trotski lors du XIIIe congrès du Parti en le qualifiant de « léniniste fractionniste ».
Fin 1924, Staline, allié avec Lev Kamenev et Zinoviev, érige le trotskisme en « hérésie », réussit avec l'appui du parti à reprendre le contrôle de l'armée et accrédite progressivement l'idée que le rôle de Trotski dans la révolution a été bien moindre que celui qu'il revendique. Son visage commence à être effacé sur les photographies trop révélatrices. C'est un premier exemple stalinien de réécriture de l'histoire[source insuffisante].
Trotski se rapproche alors tactiquement, à partir de 1926, de Zinoviev et de Kamenev dans l'opposition unifiée et dirige avec eux un courant qui s'oppose à Staline. Mais il est trop tard, car ce dernier a déjà mis la main sur les principaux rouages de l'appareil du Parti. Au XVe congrès du Parti, Zinoviev est à son tour mis en cause, aux côtés de Trotski, et Boukharine est à son tour condamné par le Comité central le 10 juillet 1928.
Finalement, son opposition lui vaut d'être exclu du parti le 12 novembre 1927 et d'être déporté à Alma-Ata (en 1928, Mikhail Bodrov, sous un faux nom, lui sert de coursier clandestin pour maintenir le lien avec le bureau de l'opposition de Moscou). Staline finit par le faire expulser d'Union soviétique en 1929, pendant que la répression s'abat sur ses partisans, condamnés à la clandestinité ou à l'exil.
Voline, militant libertaire et théoricien anarchiste condamné à mort par Trotski avant d'être finalement banni, souligne que Lénine et Trotski n'auraient, selon lui, que préfiguré le stalinisme.
L'historien Robert Service pense que l'opposition entre Trotski et Staline n'était pas aussi radicale que le prétendent les trotskistes. Leurs divergences concernant l'industrialisation de la Russie ou la conduite à adopter face aux milieux agricoles étaient une affaire d'opportunité plutôt que de principes, Trotski n'ayant jamais rechigné à employer des manières autoritaires en ces domaines.
Staline souhaite le « socialisme dans un seul pays », afin de rester en « bons termes avec l'Ouest », contrairement à Trotski qui souhaite faire perdurer la révolution et l'exporter[réf. nécessaire].

### Expulsé d’URSS
En février 1929, Trotski est conduit à Constantinople où il remet aux autorités turques une lettre déclarant qu’il est venu contre son gré. Après quelque temps passé dans l’ambassade soviétique, il effectue plusieurs déménagements et finit par être placé en résidence surveillée sur l’île de Büyükada de l’archipel des îles des Princes (Prinkipo) au large de Constantinople. Durant cet exil, il écrit de nombreux ouvrages et continue à militer pour le communisme et la révolution internationale. Il publie un bulletin mensuel d’opposition en langue russe dès juillet 1929. En avril 1930, il organise une conférence qui débouche sur la mise en place d’un secrétariat international provisoire de l’opposition de gauche.
Après quatre années passées en Turquie, il séjourne en France de juillet 1933 — sous le gouvernement Daladier — à juin 1935, d'abord à Saint-Palais-sur-Mer, près de Royan, où il séjournera deux mois, puis à Barbizon près de Paris, et enfin à Domène près de Grenoble (de juillet 1934 à juin 1935).
Expulsé à nouveau, il trouve refuge en Norvège. Son fils Sergueï Sedov, resté en URSS, est tué au cours des Grandes Purges staliniennes des années 1930, de même que son gendre Platon Ivanovitch Volkov, son ancien gendre Zakhar Borisovich Moglin, et sa femme Alexandra Sokolovskaïa. La fille aînée de Trotski, Zinaïda Volkova, ex Moglin et veuve Volkov, est autorisée en 1931 à le rejoindre, en emmenant son fils, Esteban Volkov, mais en laissant sa fille Alexandra Moglina derrière elle en URSS. Le petit-fils de Trotski ne reverra sa sœur que plusieurs décennies plus tard, peu de temps avant le décès de cette dernière. L'arrière petite-fille de Trotski, Nora Volkow, fille d'Esteban, d'origine mexicaine et de nationalité américaine, devient dans les années 2000 directrice du National Institute on Drug Abuse.

### Création de la Quatrième Internationale

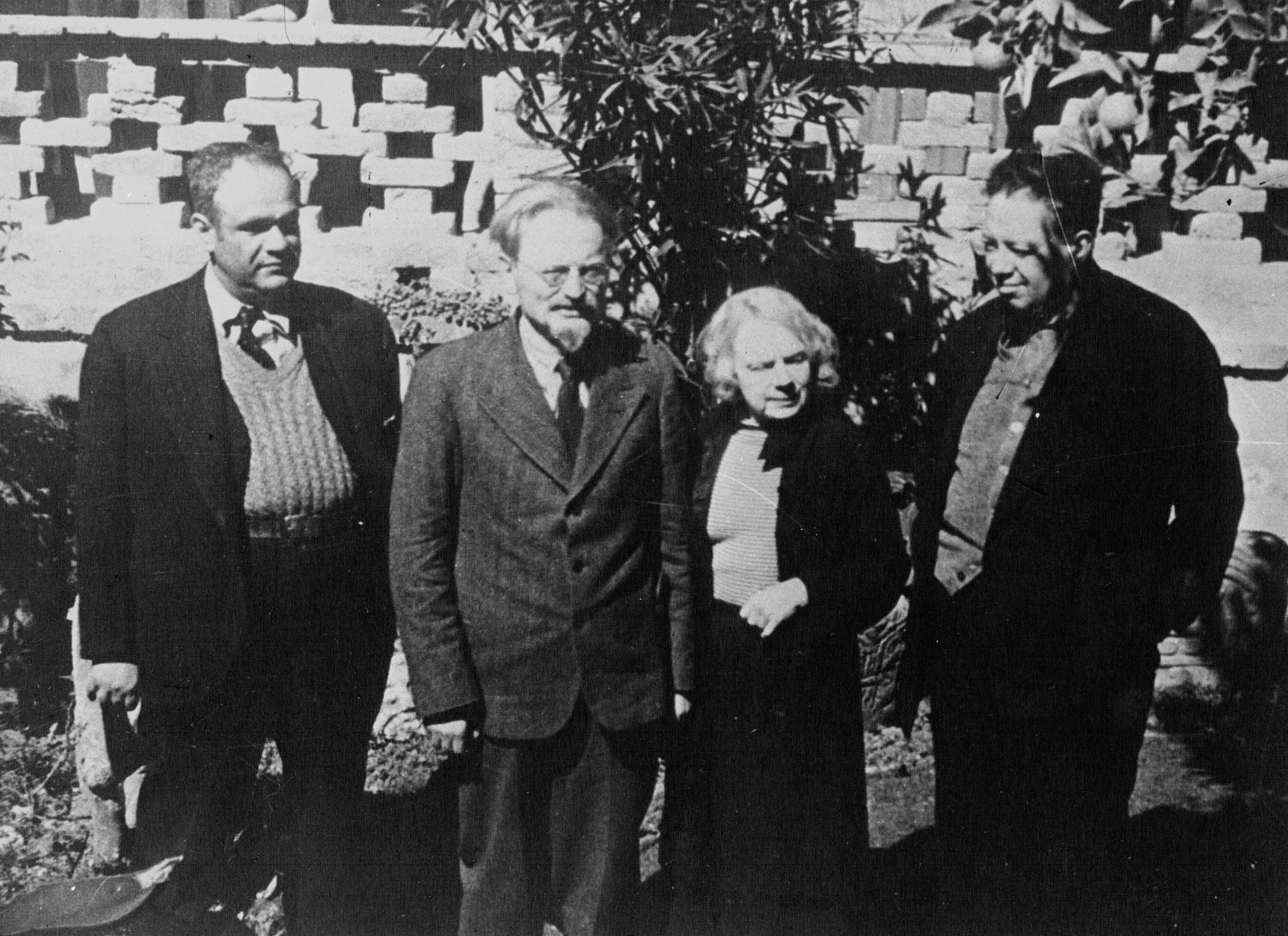
Léon Trotski avec son épouse et des amis à Mexico, 1937.

Toute sa vie, Léon Trotski continue à défendre les acquis de la révolution russe et l'« État ouvrier » qui en est issu, tout en dénonçant ce qu'il appelle une « monstrueuse dégénérescence bureaucratique »[réf. souhaitée]. Selon lui, la bureaucratie russe est une couche sociale parasitaire qui étouffe le pays en prélevant une part des richesses et dont Joseph Staline est le représentant politique et le défenseur.
Devant la montée du fascisme en Italie, puis du nazisme en Allemagne, Trotski préconise la constitution de fronts uniques de la part de toutes les organisations ouvrières, malgré leurs divergences. Il n'est pas écouté et la politique de Staline — le rejet de tout compromis avec les partis non communistes, même les sociaux-démocrates, qualifiés de « social-fascistes » — aboutit à l'écrasement de la puissante mouvance communiste allemande. Après 1934, Staline finit par imposer la création de Fronts populaires.

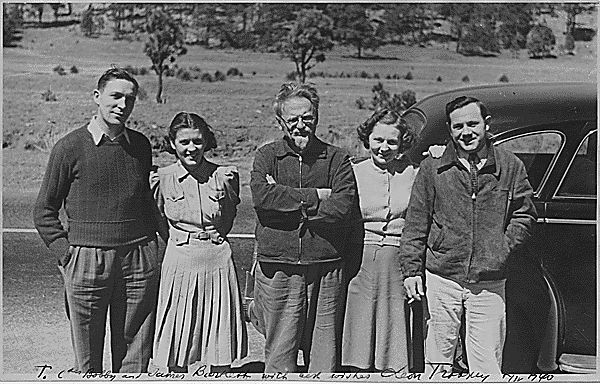
Trotski en compagnie de camarades américains à Mexico, peu avant son assassinat, 1940.

Avec la révolution espagnole, les partisans de l'opposition sont massacrés par milliers. Les procès de Moscou se tiennent en août 1936 et aboutissent à l'exécution des principaux accusés ; il en fut l'un des rares absents. Accompagné par le policier norvégien Jonas Lie, il quitte la Norvège le 19 décembre 1936 pour se réfugier au Mexique grâce à l'appui du président mexicain Lázaro Cárdenas qui lui offre l'asile politique, où il débarque le 9 janvier 1937. Le 11 janvier, il s'installe avec son épouse Natalia Sedova chez le couple de peintres Diego Rivera et Frida Kahlo dans leur « Maison bleue ». Il a une liaison passionnée avec Frida Kahlo, âgée de 29 ans, qui lui dédie un tableau, Autoportrait dédié à Léon Trotski. Il se brouille avec Rivera en mars 1939 et s'installe dans une maison proche, calle Viena.

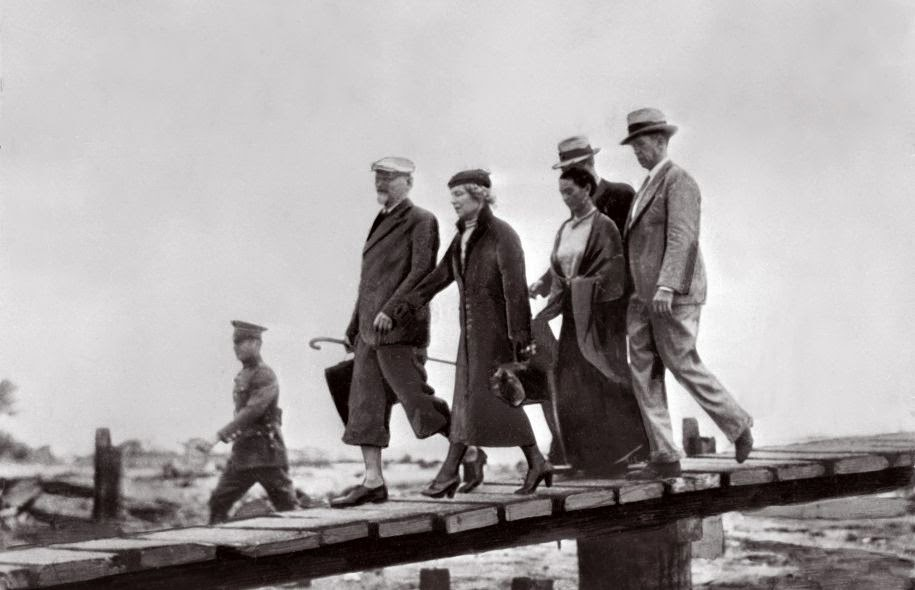
Trotski grisonnant et Frida Khalo (troisième à partir de la gauche)

Les travaux de Trotski quant à l'organisation de l'opposition de gauche débouchent sur la création de la Quatrième Internationale le 3 septembre 1938 avec 25 délégués représentant 11 pays. À son activité militante peut être associée celle de son fils Lev Sedov, mort dans des circonstances troubles en février 1938. L'ancien secrétaire de Trotski, Rudolf Klement, est également retrouvé mort en juillet de la même année.

### Assassinat

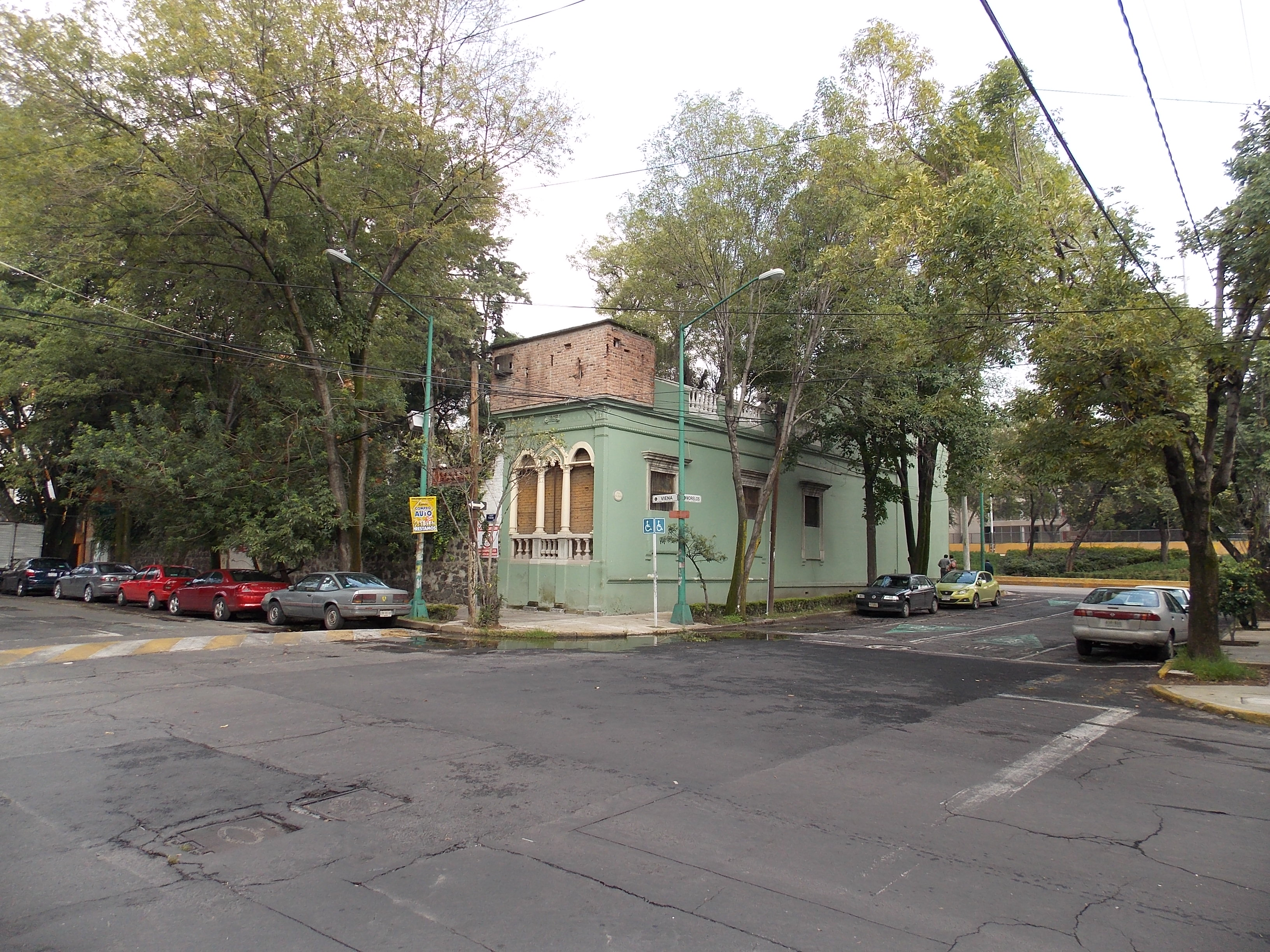
Maison de Trotsky à Mexico, dans le quartier de Coyoacán.

Trotski est mortellement blessé le 20 août 1940 à Mexico à 17 h 30, dans le quartier de Coyoacán, d'un coup de piolet à l'arrière du crâne par un agent de Staline (Jacques Mornard ou Franck Jacson, de son vrai nom Ramón Mercader) recruté par Nahum Eitingon,. Jaime Ramón Mercader del Río avait réussi à s’introduire dans l’entourage de Trotski en séduisant Sylvia Ageloff, une membre impliquée du SWP (Socialist Worker Party), un parti américain trotskiste. Il avait exploité la naïveté et l’amour de cette jeune femme pour la tromper et entrer dans la maison de Trotski sans éveiller de soupçons. Sylvia Ageloff avoua plus tard qu’elle n’avait aucune idée des plans de son ex-amant. Le jour-J, il invoque la relecture d’un manuscrit destiné à être publié dans un journal communiste pour le rencontrer. Le piolet, dont il a raccourci le manche, est dissimulé dans une gabardine qu'il porte malgré la chaleur. Avant de succomber le lendemain à ses blessures, Trotski confie : « Dites à nos amis : je suis sûr de la victoire de la IVe Internationale ». Il rajoute : « Je ne survivrai pas à cette attaque. Staline a finalement accompli la tâche qu'il avait tentée sans succès auparavant ».

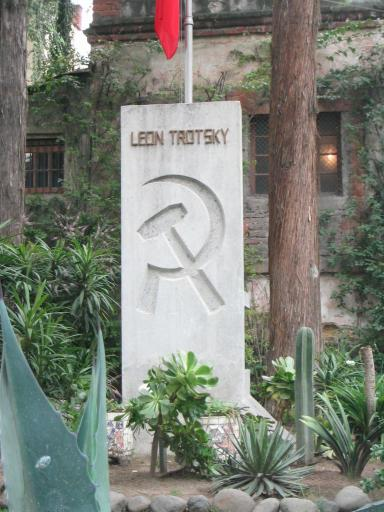
Stèle funéraire à Mexico.

Le meurtrier est arrêté par Joseph Hansen et Charles Cornell, deux militants américains qui servaient à Trotski de gardes du corps et de secrétaires. Cornell est présent au moment du meurtre, mais ne réussit pas à l'empêcher. Ramón Mercader sera par la suite remis à la police mexicaine et condamné à vingt ans de réclusion, peine maximale alors en vigueur au Mexique. Il sera décoré de l'ordre de Lénine en Union soviétique. Trois cent mille personnes assistent à l'enterrement de Trotski, y compris des dirigeants politiques de l'État mexicain.

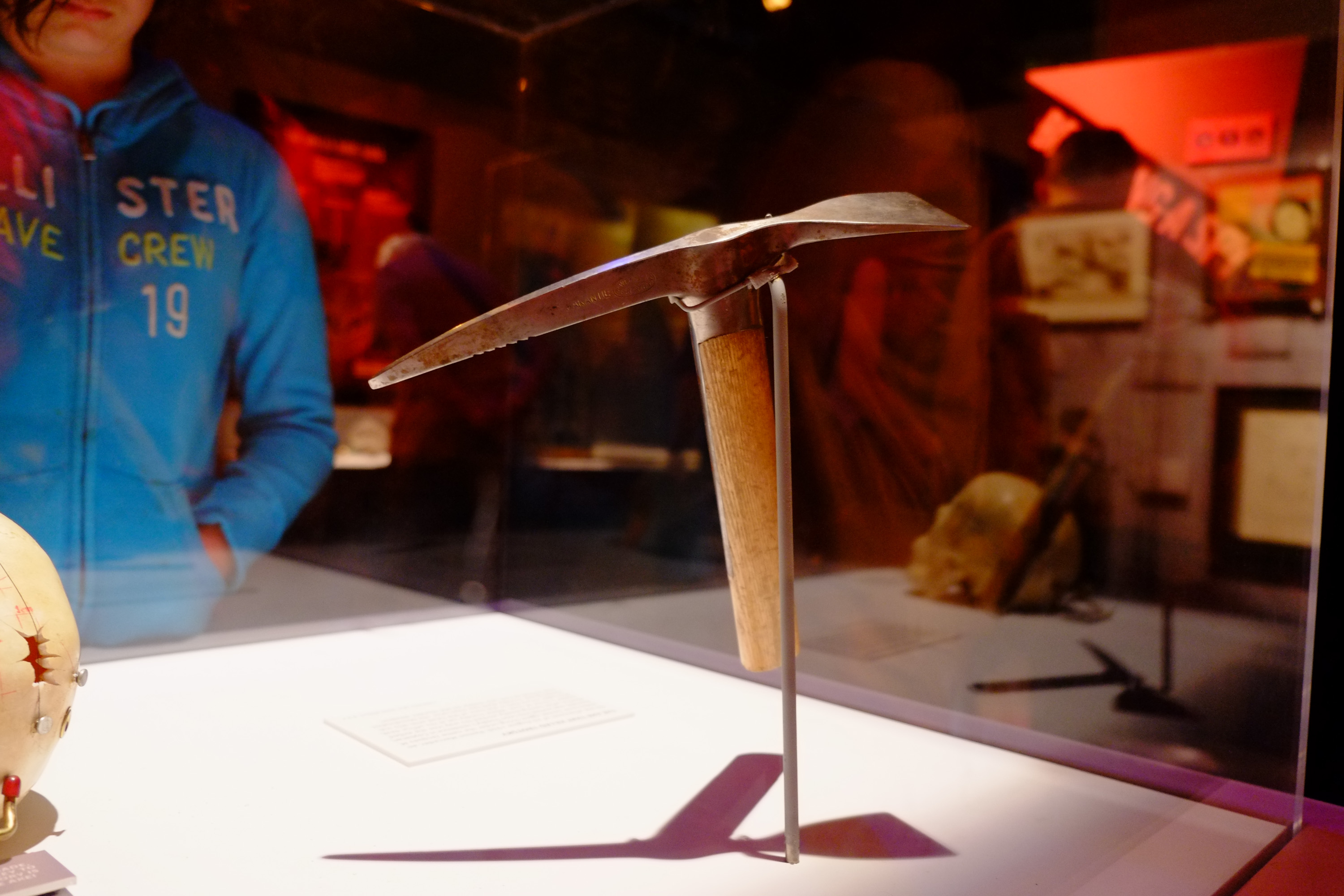
Le piolet, arme du crime, présenté lors de l'exposition Spy : The Secret World of Espionage au Franklin Institute de Philadelphie.

Le piolet disparaît alors de la circulation et sera retrouvé en 2005 par l'historien H. Keith Melton, spécialiste des services secrets, à la suite de l'annonce d’Alicia Salas de sa possession et de son intention de le mettre aux enchères. L'arme aurait été offerte en guise de cadeau de départ à la retraite à son père, ancien officier de police attaché au commissariat de Mexico, et il l'aurait ensuite conservé pendant 30 ans avant de vouloir s'en défaire. Melton l'acquiert après vérifications avec un ancien membre du laboratoire du FBI. Il est aujourd'hui exposé au Musée des espions (en) de Washington. Selon la rumeur il s'agissait d'un piolet Simond. C'est en fait un piolet forgé en Autriche en 1928 que Ramón Mercader aurait dérobé à l’un de ses amis mexicains alpinistes.

### Postérité
À la suite de la mort de Trotski, il y a eu un renforcement de la dictature stalinienne, causé par le déclin de l’influence trotskiste. Les purges politiques menées durant la dictature de Staline qui ont suivi la mort de Trotski étaient justifiées par une envie d’éliminer toute concurrence. Ces purges ont entraîné l'arrestation, l'emprisonnement, l'exil ou l'exécution de milliers de personnes, dont beaucoup étaient des anciens partisans de Lénine et Trotski.

### Absence de réhabilitation en URSS
Contrairement à d'autres victimes de Staline, Léon Trotski n'a jamais été réhabilité par les autorités soviétiques, bien que ses livres aient cessé d'être censurés au moment de la Glasnost, à la fin des années 1980. En 1987, Mikhaïl Gorbatchev continuait d'attaquer le rôle historique de Trotski.

### La mouvance trotskiste aujourd'hui
De nombreux mouvements membres de la Quatrième Internationale se réclament toujours de la pensée de Léon Trotski, ce qui explique en France la fracture entre extrême gauche et parti communiste.
Certains partis politiques français entretiennent également des liens avec les doctrines de Trotski :
- Lutte ouvrière (LO), affirme être trotskiste pour « rester fidèles aux idéaux communistes »[53] ;
- le Nouveau Parti anticapitaliste (NPA), bien que qualifié de trotskiste dans un article publié par le journal Le Figaro en 2007[54], ne s'en revendique pas comme énoncé dans un autre interview au Figaro d'Olivier Besancenot, un de ses fondateurs[55]. En réalité une deuxième ligne éditoriale nommée « NPA-C » se dit révolutionnaire et trotskiste, opposée au NPA-B dont se réclament Olivier Besancenot, Christine Poupin ou encore Philippe Poutou.
- Le NPA-Révolutionnaires (NPA-R, issu du NPA, ex NPA-C) dont les portes-parole sont la conductrice de bus Selma Labib et le postier et syndicaliste Gael Quirante, se réclame du trotskisme et du communisme révolutionnaire.
- Révolution Permanente, dont le porte-parole le plus connu est le cheminot syndicaliste Anasse Kazib et qui constitue la section française de la Fraction trotskyste – Quatrième Internationale.

### La vision critique de Boris Souvarine
Boris Souvarine avait pris dans les années 1920 la défense de Trotski contre Staline. Plusieurs décennies plus tard, il se montrait cependant très critique à l'égard de Trotski et considérait que

« Trotski a contribué à forger avec Lénine le mythe néfaste de la « dictature du prolétariat » et le dogme funeste de l'infaillibilité du Parti, au mépris des idées réelles de Marx invoquées à tort et à travers. Tous deux, ivres de leurs certitudes doctrinales, juchés au sommet de la pyramide bureaucratico-soviétique, ont méconnu ce qui s'élaborait aux niveaux inférieurs, faisant preuve d'une inconscience qui a livré à Staline tous les leviers de commande. »

— B. Souvarine, « Staline : pourquoi et comment ? », Est et Ouest, 1er novembre 1977.

« Trotski était persuadé que toute difficulté, toute résistance pouvaient être surmontées par ce seul mot : « fusiller ! ». »

— B. Souvarine, Sur Lénine, Trotski et Staline, Paris, Allia, 1990, p. 55.

### La biographie d'Isaac Deutscher
L'historien marxiste Isaac Deutscher, bien qu'ayant rompu avec Trotski en 1938, entame en 1954 une biographie monumentale de ce dernier en trois volumes — Le Prophète armé, Le Prophète désarmé, Le Prophète hors-la-loi —, fondée sur les archives personnelles du révolutionnaire russe à l'université Harvard ; elle est achevée en 1963. À propos de Trotski, Deutscher reconnaît avoir un point de vue mêlé de « sympathie » et de « compréhension », même s'il le souhaite « aussi loin de celui du procureur que de celui de l'avocat ». Sa longue biographie de Trotski prend parfois des accents lyriques : la vie du prophète est présentée tout à la fois comme héroïque et tragique. Deutscher s'est emparé dans son œuvre de la vision trotskiste d'une « contre-révolution » menée par Staline en Union soviétique. Il considère que l'autobiographie de Trotski intitulée Ma vie « est aussi scrupuleusement véridique que peut l'être un ouvrage de ce genre ». Il nuance cependant : « elle n'en est pas moins une apologie, rédigée dans le feu de la bataille perdue que son auteur menait contre Staline ».

### La biographie de Robert Service
L'historien anglais Robert Service, professeur à Oxford, a publié une biographie de Trotski en 2009. Critiqué pour ses erreurs factuelles, Service s'efforce de prendre ses distances avec les restes d'une « mythologie Trotski ». En opposition avec une opinion relativement répandue qui voit en Trotski une alternative possible à la terreur stalinienne, il avance que « Staline, Trotski et Lénine avaient bien plus de points communs que de différences », précisant que, au cas où Trotski l'aurait emporté, « le risque de voir l'Europe plongée dans un bain de sang aurait été bien plus grand ». Dans sa présentation personnelle de Trotski, Robert Service explique les échecs successifs de Trotski face à Staline par une personnalité narcissique, qui préfère la ferveur des discours et n'est pas suffisamment attachée à l'exercice du pouvoir.
Dans un article publié dans The American Historical Review, Bertrand M. Patenaude, chercheur américain à l'université Stanford et collègue de Service, dénonce un livre malveillant, dont le nombre d'erreurs factuelles est « stupéfiant ». Plusieurs autres historiens sont du même avis.

### Musée
À Mexico, le Museo Casa de León Trotski est aménagé dans la demeure où il a été assassiné, Calle Viena 45, à Coyoacán ; ses meubles et objets personnels sont exposés, tels que le révolutionnaire russe les a laissés à sa mort. Dans les jardins de la maison se trouve la stèle funéraire que l'architecte Juan O'Gorman a conçue en son honneur. Dans un bâtiment annexe se trouve une salle d'exposition permanente, dans laquelle le visiteur peut découvrir la vie de Trotski au Mexique.

## Œuvres

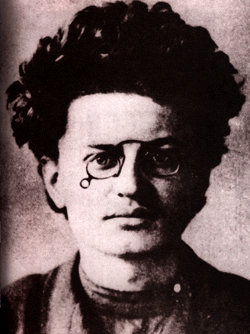
Photographie d’identité judiciaire prise par la police secrète tsariste (circa 1900).

- Bilan et perspectives (1905). D'après l'édition russe de 1919 : « Le caractère de la révolution russe, telle fut la question fondamentale par rapport à laquelle, selon la réponse qu'elles y apportaient, se regroupèrent les diverses tendances idéologiques et les organisations politiques du mouvement révolutionnaire russe. »
- L'Internationale communiste après Lénine (ou le grand organisateur des défaites) (1928) – Trotski explique comment et pourquoi le développement de la bureaucratie en URSS a provoqué l'échec du prolétariat dans toutes les parties du monde à partir de 1923, et en même temps pourquoi elle s'est nourrie de ces échecs.
- La Révolution permanente (1928-1931).
- Histoire de la révolution russe (1930) – « L'histoire de la révolution est, avant tout, le récit d'une irruption violente des masses dans le domaine où se règlent leurs propres destinées ».
- Ma vie (1930) - Autobiographie.
- L'Internationale communiste après Lénine (1930).
- La Révolution permanente (1931).
- Histoire de la Révolution russe (1932-1933).
- La Jeunesse de Lénine (1936) – biographie.
- La Révolution trahie (1936) – critique de la nature du pouvoir en URSS.
- Programme de transition (1938).
- Leur morale et la nôtre (1938).
- Staline (1946).
- Journal d'exil (1959).

## Dans les arts et la culture populaire

### Filmographie

#### Cinéma
- 1934 : L'Ennemi public no 1, joué par Leo Lance.
- 1965 : Le Docteur Jivago, ou le personnage Pavel Pavlovitch Antipov est inspiré de Trotsky. Le rôle est joué par Tom Courtenay.
- 1971 : Nicolas et Alexandra, joué par Brian Cox.
- 1972 : L'Assassinat de Trotsky de Joseph Losey.
- 1981 : Reds, joué par Stuart Richman.
- 1986 : Zina, joué par Philip Madoc.
- 2010 : The Trotsky (Le Trotski au Québec), raconte l'histoire d'un collégien juif croyant être la réincarnation de Léon Trotski.
- 2002 : Frida de Julie Taymor, sur Frida Kahlo, où est relatée son aventure avec Léon Trotski.

#### Télévision

##### Documentaire
- 1986 : Trotsky (Révolutions et Exils) de Patrick Le Gall et Alain Dugrand, sur le conseil historique de Pierre Broué.
- 2022 : Ramon Mercader, sur les pas de celui qui a tué Trotsky de Marie France Brière

##### Série
2017 : Trotsky (en) d'Alexandre Kott.

### Littérature

#### Romans
- Barbara Kingsolver, Un autre monde, Paris, Rivages, 2010  (ISBN 2-7436-2123-0), 672 p. Prix Orange pour la fiction en 2010. Le roman évoque les amours de Frida Kahlo et de Léon Trotski, ainsi que son assassinat en 1940.
- Leonardo Padura Fuentes, L'Homme qui aimait les chiens (El hombre que amaba a los perros), Paris, Métaillié, 2011  (ISBN 978-2-8642-4755-5).
- Jorge Semprún, La Deuxième Mort de Ramón Mercader, Paris, Gallimard, 1969  (ISBN 2-0702-7367-9).
- Gérard de Cortanze, Les Amants de Coyoacàn, Paris, Albin Michel, 2015.

### Théâtre
- Trotsky, etc..., René Kalisky, Paris, Gallimard, 1969.

### Musique
- Les Tzars, une chanson du groupe français Indochine fait mention de l'assassinat de Trotski.
- No more heroes, une chanson du groupe britannique The Stranglers fait référence à Trotski.